# Југославија на Зимским олимпијским играма 1992.
Југославија (СФРЈ) је учествовала на шеснаестим ЗОИ и где је имала 25 представника од којих 22 мушких и 3 женска. Ово је било четрнаесто и задње учешће Југословенских спортиста под именом СФРЈ, уз учешће четири преостале републике Србије, Црне Горе, БИХ и Македоније. Две бивше југослованске републике Хрватска и Словенија су на овим играма по први пут учествовале као независне државе. Игре су одржане 1992. године у Албертвилу, Француска. 
Југословенски представници су се такмичили у шест различитих дисциплина: алпском скијању, биатлону, бобу, брзом клизању, нордијском дисциплинама и санкању. Најбољи пласман остварио је тим боба двоседа, освојивши 29. место у конкуренцији од 46 посада.

## Алпско скијање
| Спортиста          | Дисциплина             | Пласман | Резултат                             |
| ------------------ | ---------------------- | ------- | ------------------------------------ |
| Енис Бећирбеговић  | супервелеслалом (м)    | 67.     | 1.24,15 (+11,11)                     |
| Енис Бећирбеговић  | велеслалом (м)         | нзт - 1 | одустао, трка 1                      |
| Енис Бећирбеговић  | слалом (м)             | нзт - 1 | одустао, трка 1                      |
| Рејмон Хоро        | велеслалом (м)         | нзв-1   | одустао, трка 1                      |
| Рејмон Хоро        | слалом (м)             | нзт - 1 | одустао, трка 1                      |
| Слађан Илић        | слалом (м)             | 46.     | 2.20,07 (+35,68) 1.11,48+1.08,59     |
| Игор Латиновић     | супервелеслалом (м)    | нзт     | одустао                              |
| Игор Латиновић     | велеслалом (м)         | дкв-1   | дисквалификован, трка 1              |
| Игор Латиновић     | алпска комбинација (м) | нзт-1   | без резултата, трка1 1.58,57         |
| Зоран Перушина     | супервелеслалом (м)    | 72.     | 1.25,23 (+12,19)                     |
| Зоран Перушина     | велеслалом (м)         | 58.     | 2.36,02 (+29,04) 1.18,95+1.17,07     |
| Зоран Перушина     | слалом (м)             | 42.     | 2.04,54 (+20,15) 1.01,43+1.03,11     |
| Зоран Перушина     | алпска комбинација (м) | нзт-1   | без резултата, трка 1 2.14,19        |
| Един Терзић        | супервелеслалом (м)    | 69.     | 1.24,70 (+11,66)                     |
| Един Терзић        | алпска комбинација (м) | нзт-1   | без резултата, трка 1 1.59,90        |
|                    |                        |         |                                      |
| Аријана Борас      | алпска комбинација (ж) | нзт - 1 | одустала                             |
| Весна Дунимаглоска | велеслалом (ж)         | дкв-2   | дисквалификована, трка 2 1.24,02+дкв |
| Весна Дунимаглоска | слалом (ж)             | 34.     | 2.03,78 (+31,10) 1.04,26+59,52       |
| Марина Видовић     | супервелеслалом (ж)    | 41.     | 1.34,35 (+13,13)                     |
| Марина Видовић     | велеслалом (ж)         | 33.     | 2.33,18 (+20,44) 1.16,72+1.16,46     |
| Марина Видовић     | слалом (ж)             | 31.     | 1.51,46 (+18,78) 57,99+53,47         |
| Марина Видовић     | алпска комбинација (ж) | нзт-1   | без резултата, трка 1 1.35,82        |

## Биатлон
| Спортиста                                                    | Дисциплина           | Пласман | Резултат |
| ------------------------------------------------------------ | -------------------- | ------- | --- |
| Зоран Ћосић                                                  | 10 km (м)            | 86.     | 33.14,6 (+7.12,3) пен.: 2 (0 + 2)                                                                                            |
| Зоран Ћосић                                                  | 20 km (м)            | 81.     | 1:09.12,8 (+12.38,4) пен.: 4 (1 + 1 + 0 + 2)                                                                                 |
| Младен Грујић                                                | 10 km (м)            | 76.     | 30.27,6 (+4.25,3) пен.: 3 (2 + 1)                                                                                            |
| Младен Грујић                                                | 20 km (м)            | 79.     | 1:08.40,6 (+11.06,2) пен.: 6 (0 + 5 + 0 + 1)                                                                                 |
| Адмир Јамак                                                  | 10 km (м)            | 85.     | 33.08,8 (+7.06,5) пен.: 2 (0 + 2)                                                                                            |
| Адмир Јамак                                                  | 20 km (м)            | 84.     | 1:14.09,6 (+17.35,2) пен.: 10 (3 + 1 + 2 + 4)                                                                                |
| Томислав Лопатић                                             | 10 km (м)            | 87.     | 34.30,1 (+8.27,8) пен.: 3 (0 + 3)                                                                                            |
| Томислав Лопатић                                             | 20 km (м)            | 85.     | 1:14.35,8 (+17.01,4) пен.: 8 (1 + 1 + 3 + 3)                                                                                 |
| Екипа Младен Грујић Томислав Лопатић Зоран Ћосић Адмир Јамак | 4x7,5 km штафета (м) | 19.     | 1:38.40,2 (+13.56,7) пен.: 0 23.30,2 пен.: 0 (0 + 0) 25.23,3 пен.: 0 (0 + 0) 24.03,9 пен.: 0 (0 + 0) 25.42,8 пен.: 0 (0 + 0) |

## Боб
| Спортиста                                                         | Дисциплина                   | Пласман | Резултат                                                |
| ----------------------------------------------------------------- | ---------------------------- | ------- | ------------------------------------------------------- |
| Борислав Вујадиновић Миро Пандуревић                              | двосед (м) Југославија I     | 29.     | 4.10,11 (+6,85) (1.02,22 / 1.02,43 / 1.02,73 / 1.02,73) |
| Драгиша Јовановић Огњен Соколовић                                 | двосед (м) Југославија II    | 34.     | 4.11,39 (+8,13) (1.02,67 / 1.02,97 / 1.02,94 / 1.02,81) |
| Здравко Стојнић Драгиша Јовановић Миро Пандуревић Огњен Соколовић | четворосед (м) Југославија I | 24.     | 4.01,30 (+7,40) (1.00,16 / 1.00,28 / 1.00,59 / 1.00,27) |

## Скијашко трчање
| Спортиста             | Дисциплина                  | Пласман | Резултат                               |
| --------------------- | --------------------------- | ------- | -------------------------------------- |
| Беким Бабић           | 10 km класично (м)          | 101.    | 37.55,9 (+10.19,9)                     |
| Беким Бабић           | 30 km класично (м)          | 82.     | 2:06.09,4 (+43.41,6)                   |
| Беким Бабић           | комбинација 10 km+15 km (м) | 89.     | +18.32,9 (10 km:37.55 + 15 km:46.15,8) |
| Александар Миленковић | 10 km класично (м)          | 87.     | 35.47,0 (+8.11,0)                      |
| Александар Миленковић | 30 km класично (м)          | 80.     | 1:57.57,4 (+35.29,6)                   |
| Александар Миленковић | 50 km слободно (м)          | 65.     | 2:34.31,1 (+30.49,6)                   |
| Александар Миленковић | комбинација 10 km+15 km (м) | 75.     | +14.36,9 (10 km:35.47 + 15 km:44.27,8) |
| Момо Скокић           | 10 km класично (м)          | 94.     | 36.48,4 (+9.12,4)                      |
| Момо Скокић           | 30 km класично (м)          | нзт     | одустао                                |
| Момо Скокић           | 50 km слободно (м)          | нзт     | одустао                                |
| Момо Скокић           | комбинација 10 km+15 km (м) | нзт     | одустао (10 km:36.48 + 15 km:одустао)  |

## Санкање
| Спортиста        | Дисциплина | Пласман | Резултат                                               |
| ---------------- | ---------- | ------- | ------------------------------------------------------ |
| Игор Шпирић      | мушки      | 33.     | 3.13,423 (+11,060) (48,261 / 47,947 / 48,707 / 48,508) |
| Исмар Биоградлић | мушки      | 34.     | 3.16,655 (+14,292) (48,997 / 48,570 / 49,783 / 49,305) |

## Брзо клизање
| Спортиста       | Дисциплина | Пласман | Резултат           |
| --------------- | ---------- | ------- | ------------------ |
| Бајро Ченановић | 500 m (м)  | 42.     | 43,09 (+5,95)      |
| Бајро Ченановић | 1500 m (м) | 45.     | 2.12,09 (+17,28)   |
| Бајро Ченановић | 5000 m (м) | 36.     | 8.20,30 (+1.20,33) |
| Славенко Ликић  | 500 m (м)  | 43.     | 43,81 (+6,67)      |
| Славенко Ликић  | 1000 m (м) | 43.     | 1.28,57 (+13,72)   |